# Віторія (футбольний клуб, Сетубал)
«Віто́рія» (порт. Vitória Futebol Clube) — португальський футбольний клуб із Сетубала. Заснований 1910 року.

## Досягнення
Прімейра-Ліга
- Срібний призер (1): 1972

Кубок Португалії:
- Володар (3): 1965, 1967, 2005
- Фіналіст (8): 1927, 1943, 1954, 1962, 1966, 1968, 1973, 2006

Кубок португальської ліги
- Володар (1): 2007–08

Кубок УЄФА:
- Чвертьфіналіст (2): 1972-73, 1973-74